# Markéta Dánská (1341)

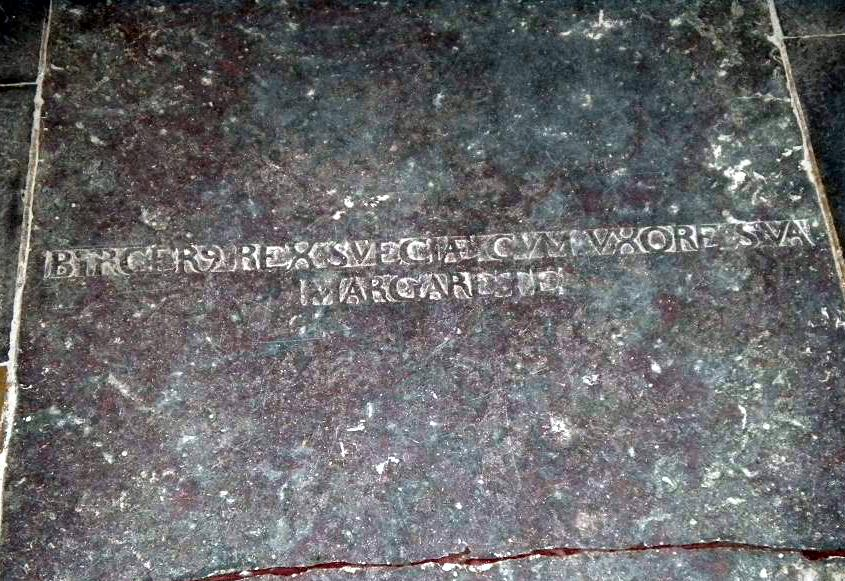
Náhrobní kámen Markéty a Birgera (klášter Ringsted)

Markéta Dánská (švédsky Märta av Danmark nebo Märta Eriksdotter, 1277 – 2. března 1341) byla rodem dánská princezna a jako manželka švédského krále Birgera Magnussona švédská královna v letech 1298-1318.

## Biografie

### Původ, mládí
Narodila se jako čtvrtá ze sedmi dětí (první dcera) dánského krále Erika Klippinga a jeho manželky Anežky Braniborské. Její nejstarší bratr Erik Menved se stal v roce 1286 králem, když jejich otec zemřel, pravděpodobně jsa zavražděn. Protože Erikovi bylo v té době teprve dvanáct let, převzala jejich matka vládu jako regentka a v roce 1293 se podruhé vdala.

### Manželství a potomci

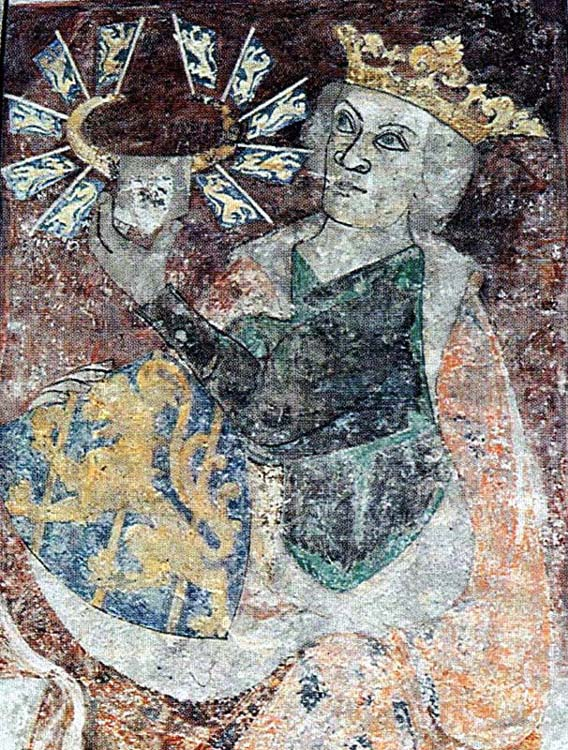
Král Birger (freska v kostele v Ringstedu)

Markéta se provdala za švédského prince Birgera. Většinu svého mládí strávila Markéta ve Švédsku, neboť svazek s Birgerem byl uzavřen již jejím útlém dětství a v roce 1284 byl schválen papežem Martinem IV., a vyrůstala společně se svým budoucím manželem. Nejpozději od roku 1295 žila již výlučně ve Švédsku. V roce 1298, v roce, kdy Birger – formálně král od roku 1290 – dosáhl plnoletosti a převzal vládu, se uskutečnila ve Stockholmu i svatba, honosná a nákladná událost s procesím rytířů a divadelními představeními. O dva roky později se její bratr Erik Menved oženil s její švagrovou, princeznou Ingeborg. V roce 1302 byl švédský královský pár v Söderköpingu korunován.
Jejich manželství bylo šťastné a dobrý vztah s manželem jí dával možnost značného vlivu.
Z jejich manželství vzešlo šest potomků:
- Magnus Birgersson (1300-1320), švédský princ následník;
- Erik Birgersson († 1319), arcijáhen v Uppsale;
- Agnes Birgersdotter († před rokem 1344), řeholnice v klášteře Slangerup;
- Kateřina Birgersdotter († před rokem 1320);
- další dva synové, kteří zemřeli před rokem 1320.

Královna Märta podporovala svého manžela ve válce, kterou vedl se svými bratry Erikem Magnussonem a Valdemarem Magnussonem a získala pro něj i vojenskou pomoc Dánska.

### Exil
Dlouholeté neshody, nepokoje a boje v roce 1318 vyústily k sesazení a útěku krále. Märta ho doprovázela do Dánska, kde žili pod ochranou jejího bratra, krále Erika Menveda. Zde na Märtu dolehla řada neblahých událostí - v roce 1319 zemřel její bratr, v roce 1320 byl zavražděn její syn a v roce 1321 ovdověla. Dostala potom důchod a nějaké statky od svého druhého bratra, krále Kryštofa II. Sjednala ještě svatby svých dcer a v letech 1326-1329 žila v Německu. Poslední léta života strávila jako jeptiška v klášteře sv. Petra v Naestvedu.
Zemřela 2. března 1341. Pohřbena byla v kostele sv. Benedikta z Nursie v klášteře v Ringstedu, kde byl pochován i její manžel.